# Liste der Bodendenkmale in Gronau (Leine)
In der Liste der Bodendenkmale in Gronau sind die Bodendenkmale der niedersächsischen Gemeinde Gronau (Leine) aufgeführt. Die Quelle ist der Denkmalatlas Niedersachsen.
- Diese Liste erhebt keinen Anspruch auf Vollständigkeit.
- Die Angaben ersetzen nicht die rechtsverbindliche Auskunft der zuständigen Denkmalschutzbehörde.
- Es sind nur Daten aus dem Denkmalatlas verarbeitet.
- Der Stand der Liste ist der 5. Juni 2025.

Gronau (Leine) im Landkreis Hildesheim

## Allgemein
In den Spalten finden sich folgende Informationen des Bodendenkmales:
| Lage         | geographische Koordinaten                                                           |
| Bezeichnung  | Bezeichnung lt. Denkmalatlas                                                        |
| Beschreibung | Beschreibung lt. Denkmalatlas                                                       |
| ID           | Objekt-ID                                                                           |
| Bild         | Bild, ggf. zusätzlich mit Link zu weiteren Fotos im Medienarchiv Wikimedia Commons. |

## Barfelde-Gronau (Leine)
| Lage                       | Bezeichnung                          | Beschreibung | ID       | Bild |
| -------------------------- | ------------------------------------ | --- | -------- | ---- |
| 52° 5′ 22″ N, 9° 50′ 57″ O | Barfelde-Gronau (Leine) 1, Grabhügel | Durchmesser ca. 18 m und Höhe ca. 0,7 m. Rand läuft im Norden sanft aus, im Westen, Südwesten und Süden gut abgesetzt. Kuppe abgeflacht, Oberfläche unregelmäßig. Auf der Hügelkuppe die Gemarkungsgrenze Barfelde-Eitzum. | 32217875 | BW   |

## Eitzum
| Lage                       | Bezeichnung          | Beschreibung | ID       | Bild |
| -------------------------- | -------------------- | --- | -------- | ---- |
| 52° 5′ 19″ N, 9° 50′ 53″ O | Eitzum 1, Grabhügel  | Durchmesser ca. 14 m und Höhe ca. 0,8 m. Bronzezeitlich. Rund. Rand auslaufend, im Westen etwas verstärkt abgesetzt. Kuppe verflacht und Oberfläche durch alte Tierbaue unregelmäßig ausgeprägt.                                                 | 39662954 | BW   |
| 52° 5′ 19″ N, 9° 50′ 55″ O | Eitzum 2, Grabhügel  | Durchmesser ca. 12 m und Höhe ca. 0,6 m. Bronzezeitlich. Rund. Rand auslaufend und Oberfläche gedellt. Am südöstlichen Hügelfuß eine größere Einkuhlung.                                                                                         | 39662977 | BW   |
| 52° 5′ 20″ N, 9° 50′ 55″ O | Eitzum 3, Grabhügel  | Durchmesser ca. 14 m und Höhe ca. 1,3 m. Bronzezeitlich. Rund. Kuppe leicht gewölbt und Ränder abgesetzt. Leicht unregelmäßige Oberfläche. Alter Kopfstich ist zugewachsen.                                                                      | 39668630 | BW   |
| 52° 5′ 20″ N, 9° 50′ 54″ O | Eitzum 4, Grabhügel  | Durchmesser ca. 12 m und Höhe ca. 1,2 m. Bronzezeitlich. Rund. Rand gut abgesetzt. Von zahlreichen Eingrabungen/Tierbauen gestört. | 39668665 | BW   |
| 52° 5′ 21″ N, 9° 50′ 56″ O | Eitzum 5, Grabhügel  | Durchmesser ca. 14 m und Höhe ca. 0,5 m. Bronzezeitlich. Rund. Stark verflacht, Ränder gehen in das Gelände über. | 39668683 | BW   |
| 52° 5′ 19″ N, 9° 50′ 56″ O | Eitzum 6, Grabhügel  | Durchmesser ca. 16 m und Höhe ca. 1 m. Bronzezeitlich. Rund. Rand im Norden und Nordwesten abgesetzt, sonst läuft er sanft aus. Kuppe leicht gewölbt. Nordbereich stark eingedellt. Alte Kopfstiche nicht mehr sichtbar. Im Norden ein Waldpfad. | 39668694 | BW   |
| 52° 5′ 20″ N, 9° 50′ 56″ O | Eitzum 7, Grabhügel  | Durchmesser ca. 14 m und Höhe ca. 1,1 m. Bronzezeitlich. Rund. Kuppe verflacht, Rand läuft sanft aus. Im Osten eine alte Eingrabung. Oberfläche unregelmäßig.                                                                                    | 39672028 | BW   |
| 52° 5′ 20″ N, 9° 50′ 57″ O | Eitzum 8, Grabhügel  | Durchmesser ca. 20 m und Höhe ca. 2 m. Bronzezeitlich. Rund. Rand ist allseitig gut abgesetzt. Tiefen und großen Trichter im Zentrum; nur noch der äußere Ring vorhanden.                                                                        | 39672040 | BW   |
| 52° 5′ 20″ N, 9° 50′ 56″ O | Eitzum 9, Grabhügel  | Durchmesser ca. 12 m und Höhe ca. 0,6 m. Bronzezeitlich. Rund. Rand läuft sanft aus. Kuppe/Oberfläche unregelmäßig. | 39672054 | BW   |
| 52° 5′ 20″ N, 9° 50′ 57″ O | Eitzum 10, Grabhügel | Durchmesser ca. 18 – 10 m und Höhe ca. 0,3 – 0,4 m. Bronzezeitlich. Rund. Rand läuft aus, Kuppe unregelmäßig ausgeprägt. | 39672067 | BW   |
| 52° 5′ 20″ N, 9° 50′ 59″ O | Eitzum 11, Grabhügel | Durchmesser ca. 22 m und Höhe ca. 1,5 m. Bronzezeitlich. Rund. Rand abgesetzt, Oberfläche leicht unregelmäßig. | 39690276 | BW   |
| 52° 5′ 21″ N, 9° 50′ 59″ O | Eitzum 12, Grabhügel | Durchmesser ca. 16 m und Höhe ca. 1,2 m. Bronzezeitlich. Rund. Rand abgesetzt, Oberfläche stark unregelmäßig. | 39690287 | BW   |
| 52° 5′ 21″ N, 9° 51′ 1″ O  | Eitzum 13, Grabhügel | Durchmesser ca. 20 m und Höhe ca. 1,4 m. Bronzezeitlich. Rund. Rand allseitig abgesetzt, Oberfläche unregelmäßig. Nördlicher Rand beschädigt. Verwachsene Fahrspuren im Westbereich und ein großer Tierbau.                                      | 39690298 | BW   |
| 52° 5′ 22″ N, 9° 50′ 58″ O | Eitzum 14, Grabhügel | Bronzezeitlich. Rund. Nur noch in Resten vorhanden. Tiefe Fahrspuren von Forstmaschinen überziehen die oberfläche. Maße nicht mehr feststellbar.                                                                                                 | 39690309 | BW   |
| 52° 5′ 20″ N, 9° 50′ 53″ O | Eitzum 16, Grabhügel | Durchmesser ca. 25 m und Höhe ca. 1,8 – 2 m. Bronzezeitlich. Rund. Kuppe abgeflacht, Rand abgesetzt. Im Zentrum tiefer, verwachsener Kopfstich. Mehrere alte Einkuhlungen und Tierbaue.                                                          | 39690332 | BW   |
| 52° 5′ 19″ N, 9° 50′ 52″ O | Eitzum 17, Grabhügel | Durchmesser ca. 20 m und Höhe ca. 1,4 m. Bronzezeitlich. Rund. Rand leicht abgesetzt, Kuppe abgeflacht. Oberfläche unregelmäßig ausgeprägt. Im Südbereich eine Abgrabung.                                                                        | 39690343 | BW   |
| 52° 5′ 20″ N, 9° 50′ 52″ O | Eitzum 18, Grabhügel | Durchmesser ca. 20 m und Höhe ca. 1 m. Bronzezeitlich. Rund. Kuppe abgeflacht und leicht unregelmäßig ausgeprägt. Rand läuft aus. | 39690354 | BW   |